# Lennart Samuelsson
Torsten Lennart Samuelsson, född 4 juli 1924 i Borgstena församling i Älvsborgs län, död 27 november 2012 i Stora Tuna församling i Borlänge, var en svensk fotbollsspelare (högerback) och senare tränare som vann brons i både VM och OS, 1950 respektive 1952.

## Karriär
Samuelsson kom till IF Elfsborg 1947 efter att tidigare ha spelat med Norrby IF. Han var sedan back i det svenska landslag som deltog i VM i Brasilien 1950 och där vann en bronsmedalj. Två år senare var han också med i det landslag som tog brons vid Olympiska sommarspelen 1952 i Helsingfors. Han hade en kort karriär i franska OGC Nice, där han vintern 1950/1951 spelade som "amatör", men vistelsen avbröts på grund av ett benbrott. Han återvände därefter till Elfsborg, där han avslutade karriären i division II 1956, sedan Elfsborg säsongen 1953/1954 ramlat ur Allsvenskan. Sammanlagt spelade han 126 allsvenska matcher (2 mål) för klubben.
Under sin tränarkarriär ledde han bland annat IFK Luleå, IK Brage och Örebro SK. Som tränare förde han 1965 Brage till allsvenskan efter kvalseger mot Grimsås.
Lennart Samuelsson var även en duktig skidåkare och diskuskastare.